# Ewolucja gwiazd

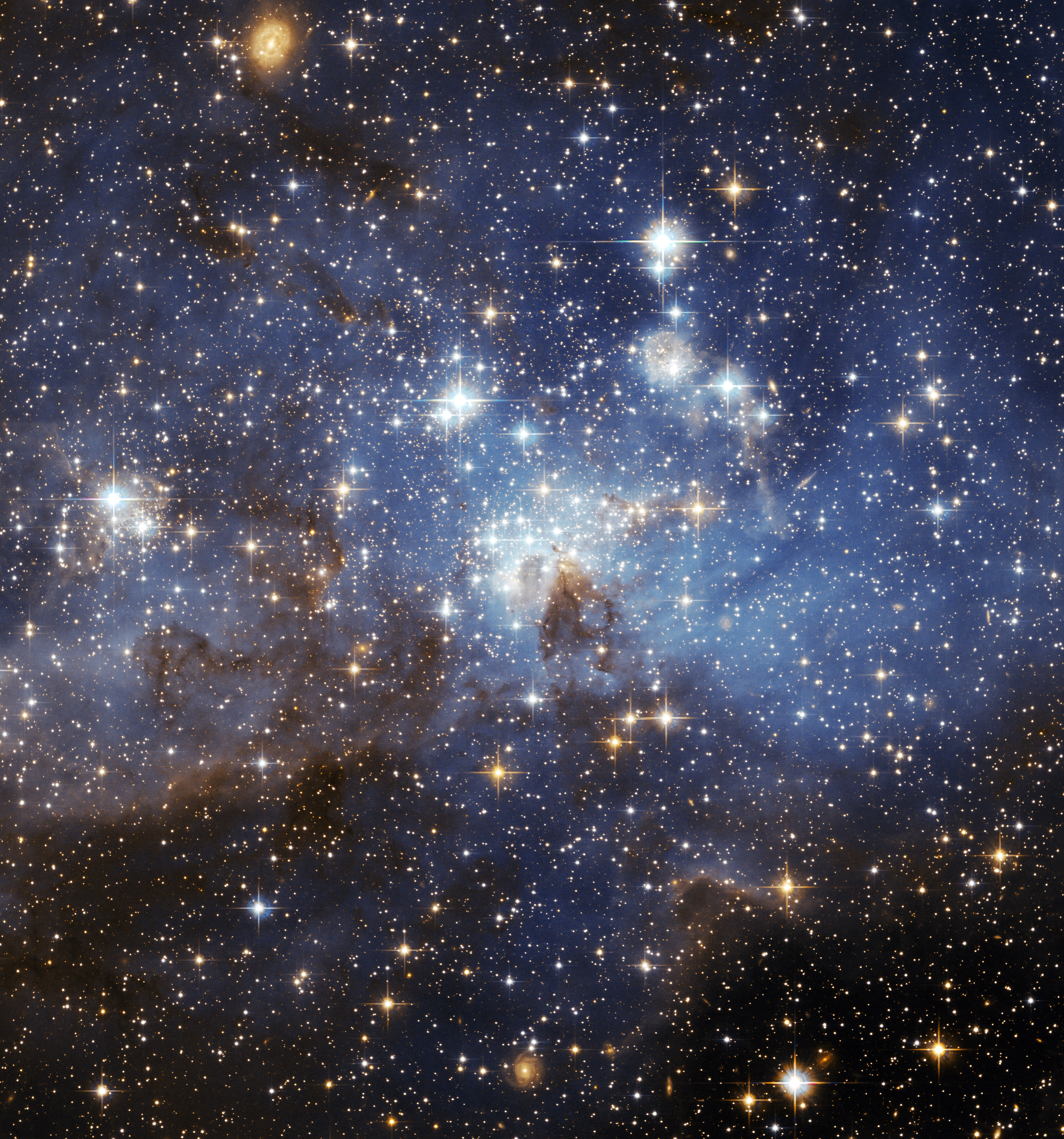
Obszar gwiazdotwórczy LH 95 w Wielkim Obłoku Magellana.

Ewolucja gwiazdy – sekwencje zmian, które gwiazda przechodzi podczas całego swojego życia, zwykle w ciągu milionów, miliardów lat, emitując przy tym promieniowanie.
Zmiany ewolucyjne gwiazd, poza nielicznymi wyjątkami, nie są obserwowane bezpośrednio, gdyż większość z nich odbywa się bardzo wolno. Astronomowie obserwują wiele gwiazd i efekty zjawisk zachodzących w gwiazdach, na różnym etapie ich życia, tworzą modele ewolucji gwiazd, których przewidywania porównują z obserwacjami, weryfikując w ten sposób modele.

## Narodziny gwiazdy
Gwiazda powstaje z obłoku międzygwiazdowego składającego się z pyłu i gazu. Przestrzeń międzygwiazdowa wewnątrz galaktyki składa się z wodoru w postaci atomowej, jedną czwartą masy stanowi hel, a pozostałe atomy i pył stanowią mniej niż 1% masy. W obszarach zagęszczenia następuje łączenie się atomów wodoru w molekuły H2, w wyniku czego powstaje obłok molekularny (ang. Giant Molecular Cloud – GMC). Typowa gęstość obłoku molekularnego to kilka milionów cząstek w cm³. Masa GMC wynosi od 100 000 do 10 000 000 mas Słońca, a rozmiary obłoku są rzędu od 50 do 300 lat świetlnych.

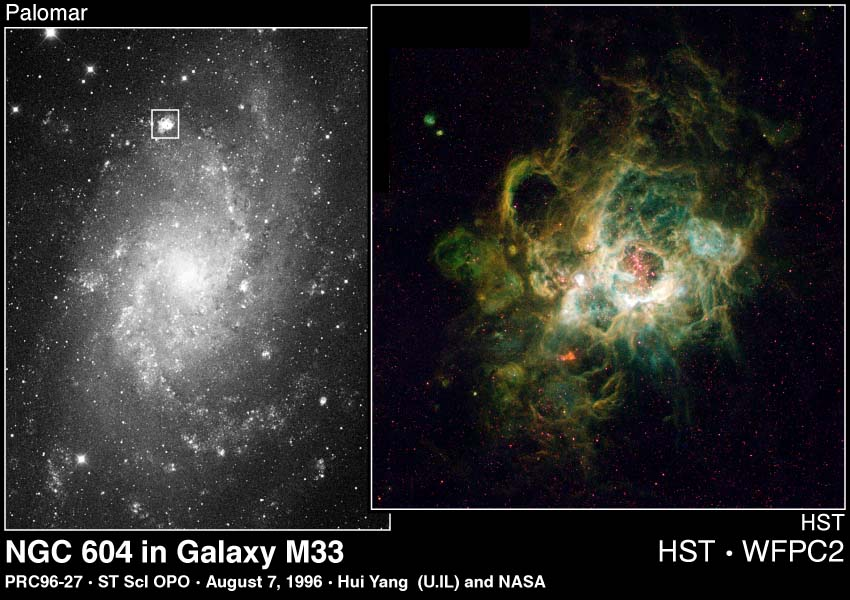
NGC 604, obszar tworzenia się gwiazd w galaktyce Triangulum – Trójkąta.

Obłoki pyłowo-gazowe wypełniające galaktyki mogą zagęszczać się w wyniku lokalnej fluktuacji gęstości, ale częściej dochodzi do zagęszczenia w wyniku „zderzenia” dwóch obłoków. Inicjatorem zagęszczania się materii obłoku może być silne promieniowanie elektromagnetyczne będące wynikiem wybuchu innej gwiazdy, powoduje ono ruch cząsteczek obłoku od jednej strony, tworząc linowy wzrost zagęszczenia. Stopniowo obłok ten zaczyna się zapadać pod wpływem grawitacji, zapadaniu przeciwdziała ciśnienie obłoku, wywołane temperaturą gazu.
Zapadający się obłok fragmentuje się na mniejsze obłoki. Obłoki o masie około 50 mas Słońca mogą tworzyć pojedynczą gwiazdę. W tych obłokach gaz się rozgrzewa kosztem energii potencjalnej, a obłok staje się sferyczną obracającą się protogwiazdą.
W początkowym stadium protogwiazda jest ukryta wewnątrz gęstego obłoku gazu i pyłu. Czasami widać sylwetkę takiego kokonu na tle silnie emitującego gazu (mgławice Boka).
W wyniku zapadania grawitacyjnego obłoku rośnie gęstość i temperatura. Jeżeli jest wystarczająco masywny, po odpowiednim wzroście temperatury (do około 15 mln K) w jego wnętrzu rozpoczynają się procesy syntezy jądrowej, i rodzi się nowa gwiazda.
Masa niektórych protogwiazd jest zbyt mała, by mogły rozpocząć reakcje syntezy jądrowej (m < 0,083 masy Słońca). Taka protogwiazda nazywana brązowym karłem (ścieżka 1) umiera wolno, ochładzając się (wypromieniowując energię) w ciągu setek milionów lat.

## Fizyczne podstawy ewolucji gwiazd

Cykl życiowy Słońca

Ścieżki ewolucji gwiazdy w zależności od masy początkowej.

Synteza termojądrowa dostarcza energię, która rozgrzewa gwiazdę. O szybkości przebiegu syntezy jąder atomów wodoru w hel decyduje prędkość zderzających się cząstek (czyli temperatura gazu) oraz liczba zderzeń (czyli gęstość, a pośrednio – ciśnienie gazu). Przyciąganie grawitacyjne zewnętrznych mas gwiazdy wywołuje ciśnienie, które nie dopuszcza do rozproszenia się cząsteczek gazu, w stanie stabilnym jest ono od wewnątrz równoważone przez ciśnienie rozgrzanego gazu.
Równowaga w gwieździe jest dynamiczna, a jej warunki zmieniają się w miarę upływu czasu. Wzrost energii wydzielającej się w centrum gwiazdy powoduje wzrost temperatury, co z kolei owocuje rozprężeniem się gazu, które skutkuje zmniejszeniem się liczby zderzających się cząsteczek i zmniejszeniem się szybkości reakcji termojądrowych, co prowadzi do zmniejszenia temperatury itd. Zmiany mogą być powolne, ale mogą też być w pewnych obszarach gwiazdy gwałtowne, co obserwujemy pośrednio jako rozbłyski na Słońcu. Ale globalnie gwiazda jest stabilna przez dłuższy czas.
Stan gazu w wybranym obszarze gwiazdy możemy opisywać jako równanie stanu gazu. Ciśnienie panujące w danej odległości od środka gwiazdy zależy od ciśnienia wytworzonego przez zewnętrzne warstwy gwiazdy przyciągane przez wewnętrzną część gwiazdy (podobnie jak ciśnienie atmosferyczne Ziemi), a te zależą od masy gwiazdy. W danej temperaturze ciśnienie wpływa na liczbę cząsteczek w danej objętości, czyli na szybkość reakcji termojądrowej.
Energia powstająca w centrum gwiazdy jest przenoszona na zewnątrz w wyniku promieniowania wysokoenergetycznego, promieniowania cieplnego, konwekcji i przewodnictwa cieplnego. Na ruch zjonizowanych cząstek ma wpływ pole magnetyczne gwiazdy i odwrotnie – ruch zjonizowanych cząstek wywołuje pole magnetyczne. W miarę wypalania się (łączenia się w cięższe) lekkich pierwiastków wzrasta udział cięższych pierwiastków, zmniejsza się liczba cząstek, co w danej temperaturze sprawia, że maleje objętość gazu. Zmniejszenie objętości zwiększa przyciąganie grawitacyjne gwiazdy, ale jednocześnie spada przewodnictwo cieplne gazu. W wyniku czego wnętrze gwiazdy nagrzewa się jeszcze bardziej, a proces syntezy termojądrowej przestaje być stabilny.
By wyjaśnić wiele zjawisk zachodzących w gwieździe, nie można poprzestać na wyżej przedstawionym powoli ewoluującym układzie statycznym, trzeba rozpatrywać gwiazdy (szczególnie w niektórych etapach jej ewolucji) jako dynamiczną strukturę targaną lokalnymi, jak i globalnymi wybuchami. W pewnych momentach gwiazda w swym wnętrzu wytwarza zbyt małe ciśnienie, w wyniku czego następuje zapadanie się zewnętrznych warstw gwiazdy, zapadanie wywołuje wzrost gęstości i temperatury w rozważanym obszarze, które wywołują wzrost szybkości reakcji jądrowych, oraz wzrost temperatury i ciśnienia. Zwiększanie ciśnienia sprawia, że gwiazda przestaje się kurczyć i zaczyna się rozdymać, proces ten przypomina wybuch. Gwiazda w takim procesie wyrzuca w przestrzeń swoją otoczkę, której część ucieka w przestrzeń, ale część powraca wywołując wzrost ciśnienia w gwieździe. W ten sposób powstają pierścienie mgławic planetarnych. Jeżeli gwiazda obraca się szybko, jej promień biegunowy jest mniejszy niż promień równikowy, wzrost temperatury wybuchu szybciej i intensywniej przebije się na biegunach niż na równiku, w wyniku czego formujący się pierścień mgławicy będzie owalny, a wypływ materii szybszy w okolicach biegunowych.
Ewolucja gwiazdy zależy głównie od masy zapadającego się obłoku i spełnia kilka schematów ewolucji gwiazdy zależne od masy początkowej obłoku. Słońce należy do trzeciego schematu ewolucyjnego.
Schematy ewolucji gwiazdy:
- protogwiazda → brązowy karzeł → czarny karzeł*
- protogwiazda → czerwony karzeł → błękitny karzeł*
- protogwiazda → gwiazda ciągu głównego typu Słońca → czerwony olbrzym → mgławica planetarna → biały karzeł → czarny karzeł*
- protogwiazda → błękitny nadolbrzym → czerwony olbrzym → supernowa → gwiazda neutronowa
- protogwiazda → błękitny nadolbrzym → supernowa → czarna dziura
- protogwiazda → błękitny nadolbrzym → czarna dziura
- protogwiazda → hiperolbrzym → pair instability supernova → całkowite rozerwanie gwiazdy

*Wszechświat istnieje zbyt krótko, by jakiekolwiek czarne lub błękitne karły zdążyły powstać.

## Okres dojrzały
Gwiazdy osiągają przeróżne wielkości i kolory – największe nadolbrzymy (np. Betelgeza) osiągają rozmiary kilkaset razy większe od Słońca. Ich kolor zależy od temperatury powierzchni.
Poszczególne typy gwiazd przedstawia diagram Hertzsprunga-Russella. Miejsce gwiazdy na diagramie na ciągu głównym zależy od jej temperatury (czyli barwy jej światła) oraz jasności absolutnej (nie tej którą widzimy, ale takiej, jakby wszystkie były w takiej samej odległości od nas). W trakcie ewolucji gwiazda będzie się po nim przemieszczała przez okres od kilku milionów (największe i najgorętsze gwiazdy), miliardów (gwiazdy o średniej masie, np. Słońce, ścieżka 3) do około dziesięciu bilionów lat (czerwone karły), wypalając większość wodoru z jądra.
Czerwone karły (ścieżka 2) są najmniejszymi, najwolniej ewoluującymi gwiazdami, czyli ciałami, w których zachodzi synteza termojądrowa. Gęstość i temperatura w ich wnętrzu sprawia, że wodór zamienia się w hel bardzo powoli, a jest zbyt niska, by dalej mogła nastąpić synteza helu. Najbliższa nam Proxima Centauri jest czerwonym karłem.
Po milionach lub miliardach lat, w zależności od masy początkowej, w jądrze gwiazdy zaczyna kończyć się wodór. Spowalniane są reakcje jądrowe i tworzone są coraz bardziej masywne pierwiastki, wskutek czego rośnie gęstość gwiazdy, może ona zająć mniejszą objętość, spada też przewodnictwo cieplne gazu. W wyniku czego spada temperatura powierzchni, ale rośnie temperatura wnętrza, wskutek czego zapadają się zewnętrzne warstwy materii (tak jak w czasie zagęszczania się obłoku gazowo-pyłowego na początku ewolucji gwiazdy). Temperatura gwiazdy nagle wzrasta, zewnętrzne warstwy są znów wypychane i gwiazda rośnie do rozmiarów, jakich nigdy wcześniej w czasie swej ewolucji nie przyjmowała. Staje się czerwonym olbrzymem. Proces zapadania nie jest stabilny i dlatego prawie wszystkie czerwone olbrzymy są gwiazdami zmiennymi.

## Starość gwiazd
Dalszy los gwiazdy jest ściśle związany z jej masą.

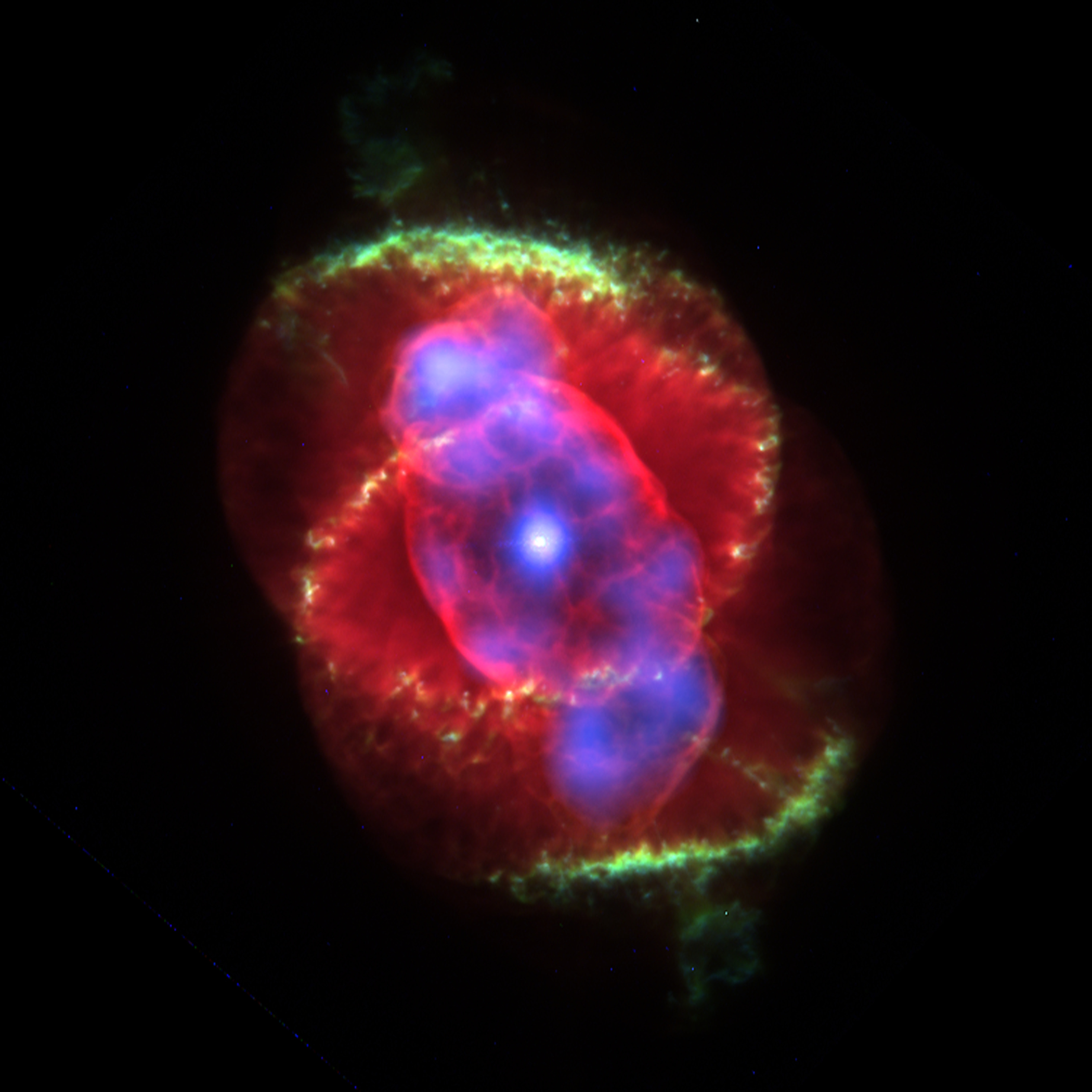
Mgławica Kocie Oko, mgławica planetarna utworzona przez gwiazdę o masie Słońca

Nasze zrozumienie tego, co spotyka gwiazdę o małej masie, kiedy już wyczerpie cały zapas paliwa wodorowego, jest o tyle nikłe, że nikt jeszcze czegoś takiego nie zaobserwował. Wszechświat ma około 13,8 miliarda lat, a to mniej niż oczekiwany czas życia tych gwiazd. Stąd nasze teorie o tym, co dzieje się dalej z taką gwiazdą, opierają się głównie na symulacjach komputerowych.
Gwiazda o masie mniejszej niż połowa masy Słońca nigdy nie będzie w stanie dokonać dalszej syntezy z helu, nawet gdy w jądrze zakończy się już synteza helu z wodoru. Powodem tego jest nikła masa gwiazdy, która nie pozwala jej wywrzeć wystarczająco dużego ciśnienia na jądro. Te gwiazdy to czerwone karły, takie jak np. Proxima Centauri i żyją one przez setki miliardów lub biliony lat. Wszechświat jest wciąż za młody, aby któraś z tych gwiazd mogła już wyczerpać całe swoje paliwo.
Może się zdarzyć, że „ciężka-lekka” gwiazda (mająca około 0,25 masy Słońca) będzie dokonywała fuzji helu tylko w gorących częściach swojego jądra. Będzie to niestabilna i nierówno zachodząca reakcja, produkująca duży wiatr gwiazdowy. Gwiazda nie przekształci się w mgławicę planetarną, ale najzwyczajniej wyparuje i stanie się brązowym karłem.
Gwiazdy o niższych masach najprawdopodobniej powoli staną się brązowymi karłami. Z wypalonymi jądrami będą świecić słabo w zakresie podczerwieni i mikrofal. Wszystko to jest spekulacją, ponieważ żaden brązowy karzeł nie może powstać przez wiele miliardów lat.
Kiedy gwiazda średniej wielkości (ścieżka 3) osiągnie fazę czerwonego olbrzyma, jej zewnętrzne warstwy ekspandują, a jądro zapada się do środka. W jego wnętrzu zachodzi synteza atomów helu w węgiel; synteza ta uwalnia energię. Jednakże w gwieździe wielkości Słońca proces ten może zająć tylko parę minut. Struktura atomowa węgla jest zbyt mocna, by być dalej ściskana przez otaczającą go materię. Jądro staje się stabilne i koniec gwiazdy jest blisko.

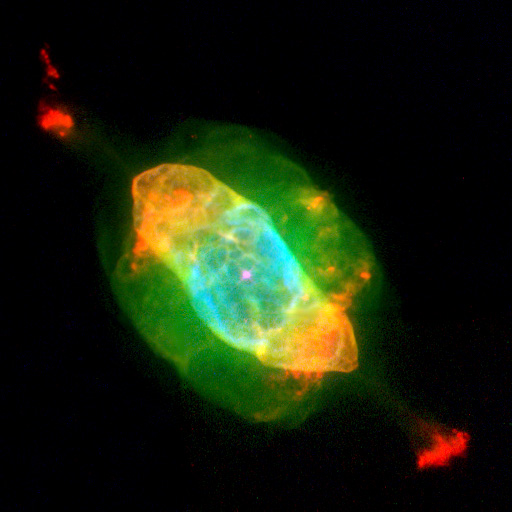
Mgławica planetarna NGC7009

Gwiazda zacznie teraz odrzucać swoje zewnętrzne warstwy, które utworzą rozmytą chmurę nazywaną mgławicą planetarną. Pod koniec pozostanie już tylko 20% początkowej masy gwiazdy, a gwiazda spędzi resztę swoich dni na stopniowym ochładzaniu się i kurczeniu, aż osiągnie średnicę zaledwie kilku tysięcy kilometrów. Stanie się białym karłem.
Węglowe jądro zapada się, a zewnętrzne warstwy uciekają w przestrzeń. Gwiazda dogorywa jako biały karzeł, w którym ustały już reakcje syntezy termojądrowej.

### Ewolucja supermasywnych gwiazd
Ewolucja gwiazd bardziej masywnych (więcej niż 7 mas Słońca) poprzez stadium błękitnego olbrzyma czy błękitnego nadolbrzyma (ścieżka 4–6) może prowadzić do stadium czerwonego nadolbrzyma.
Budowa bardzo masywnych gwiazd ma strukturę warstwową, na różnych głębokościach odbywa się synteza kolejnych, coraz cięższych jąder. Dostarcza to coraz mniej energii. Reakcje pierwiastków cięższych od żelaza {\displaystyle (^{56}{\text{Fe}})} pochłaniają energię. Zmniejsza się ciśnienie i grawitacja zaczyna przeważać – jądro gwiazdy zaczyna się kurczyć. Zapadające się zewnętrzne warstwy zaczynają się odbijać od gęstniejącego jądra gwiazdy.
W gęstniejącym i gorącym jądrze następuje wychwyt elektronów przez protony – powstawanie neutronów i neutrin (gwiazda protoneutronowa). Neutrony przedostając się przez spadającą materię wywołują reakcje syntezy cięższych jąder niż jądro żelaza. Bez wybuchów supernowych żadne cięższe niż żelazo pierwiastki nie mogłyby istnieć.
Propagująca się ku powierzchni fala uderzeniowa wraz z neutrinami rozpędza materię na zewnątrz gwiazdy. Materia ta może później utworzyć następne gwiazdy czy liczne planety.

## Gwiazdy zwarte – śmierć gwiazd
Przez zwarte gwiazdy rozumiemy gęste zwarte gwiazdy w ostatnim swym stadium ewolucji. Do tej klasy należą białe karły, gwiazdy neutronowe i czarne dziury. W szczególnych przypadkach hiperolbrzymów ich żywot może się zakończyć wybuchem tzw. pair instability supernova, który całkowicie rozrywa gwiazdę.

### Białe karły
Są one gwiazdami niestabilnymi, ponieważ ściskająca grawitacja gwiazdy jest równoważona przez siłę odpychania elektronów (nie chodzi tu jednak o siłę odpychania elektrycznego, ale o efekt wynikający z zakazu Pauliego). Gwiazda nie ma już czego spalać, tak więc po prostu wypromieniowuje całe nagromadzone w niej ciepło w lodowatą przestrzeń kosmiczną. Trwa to miliardy lat.
W końcu nie zostaje już nic prócz ciemnej, zimnej masy, która zwana jest czarnym karłem. Wszechświat jest jednak jeszcze za młody, by jakiekolwiek czarne karły mogły już powstać.
Gwiazda jest stabilna dzięki własnościom kwantowego gazu fermionowego (elektronów), który wytwarza ciśnienie przeciwstawiające się zapadaniu grawitacyjnemu gwiazdy. Masy białych karłów są mniejsze lub równe około 1,4 masy Słońca, rozmiar jest rzędu 5000 km, a średnia gęstość jest ogromna i wynosi około {\displaystyle 10^{7}\mathrm {g/cm^{3}} .} Gwiazda ma rozmiary naszej Ziemi. Elektrony w białym karle są zdelokalizowane, tak jak w metalu, a jego jądro przypomina krystaliczny metal. Gwiazda jest stabilna tak długo, jak długo ciśnienie wywołane przez elektrony zdoła przeciwstawić się zapadaniu grawitacyjnemu. Tę granicę wyznacza masa Chandrasekhara MCh ~1,48 MS. Białe karły nie produkują już energii przez syntezę jądrową, świecą termicznie wychładzając się. Ich temperatura efektywna jest jednak wysoka (ok. 10 000 K) i dlatego są białe. Jasność jest jednak niewielka, zaledwie 1/1000 do 1/100 jasności Słońca.
Z białymi karłami związane jest zachowanie gwiazd nowych: materia ulega akrecji na powierzchnię białego karła i podczas tego staje się tak gorąca, że „zapala się” i wybucha (wybuch termojądrowy). Zachowanie to może być cykliczne. Jeżeli masa białego karła przekracza jednak granicę Chandrasekhara, wtedy gwiazda zapada się i następuje wybuch.

### Gwiazda neutronowa
Jest ostatnim szczeblem ewolucji gwiazd. Gwiazda neutronowa jest swego rodzaju ogromnym jądrem „atomowym”. Jej rozmiar jest rzędu 10–15 km, masa 1–3 mas Słońca a średnia gęstość ρ ~1014 g/cm³. Gwiazda istnieje tak długo, jak ciśnienie zdegenerowanego gazu nukleonów (przeważnie neutronów) jest w stanie przeciwstawić się zapadaniu grawitacyjnemu. Jeżeli pozostała po wybuchu supernowej gwiazda neutronowa ma masę większą od 3–5 mas Słońca, proces kurczenia się gwiazdy pod wpływem grawitacji postępuje dalej, aż gwiazda zapada się, tworząc czarną dziurę. Nieco podobne własności mogą mieć hipotetyczne gwiazdy kwarkowe.
Powszechnie uważa się, że wszystkie supernowe prowadzą do gwiazdy neutronowej.

### Czarna dziura
Istnienie czarnych dziur zostało przewidziane w ogólnej teorii względności i ma dobre podstawy zarówno teoretyczne, jak i obserwacyjne.

## Zmiana ścieżki ewolucji
Na każdym etapie ewolucji gwiazdy ścieżka ewolucji może ulec zmianie w wyniku dostarczenia do gwiazdy nowego materiału zdolnego do syntezy termojądrowej, co następuje w wyniku wchłonięcia przez gwiazdę obłoku pyłowo-gazowego. Proces wchłaniania sąsiedniej gwiazdy zachodzi niemal zawsze, gdy w układzie podwójnym gwiazda ewoluująca szybciej stanie się białym karłem, a jej towarzyszka czerwonym olbrzymem.